# Richard’s Castle

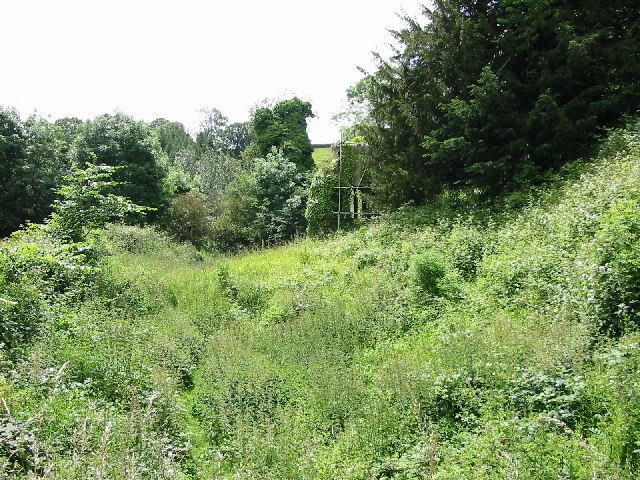
Die Erdwerke von Richard’s Castle

Richard’s Castle ist eine Burgruine im Dorf selben Namens, etwa 9 km südlich des Marktes Ludlow an der Grenze der englischen Grafschaften Shropshire und Herefordshire. Die Burgruine liegt auf dem Gebiet von Herefordshire.
Heute sind von der Festung nur noch Erdwerke und Fundamente erhalten. Ein vieleckiger Donjon stand auf einem hohen Mound. Man erreichte ihn vermutlich über eine halbkreisförmige Barbakane. Die Mauer des Burghofes ist stellenweise heute noch bis zu sechs Meter hoch und enthält Überreste verschiedener Türme und eines frühen Torhauses. Reste von Erdwerken einer Vorburg schließen die Kirche St Bartholomew und eine Verteidigungsmauer der Siedlung ein.

## Geschichte
Richard FitzScrob (oder FitzScrope) war ein normannischer Ritter, der vor der normannischen Eroberung Englands Land in Worcestershire und Shropshire vom angelsächsischen König Eduard dem Bekenner erhielt, wie es im Domesday Book von 1086 vermerkt ist. Er ließ Richard’s Castle 1051 errichten. Die Burg war eine Motte, eine von nur drei oder vier Burgen dieses Typs vor der normannischen Eroberung. Die meisten Burgen dieses Typs entstanden nach dem Einfall der Normannen. Richard FitzScrob wird letztmals 1067 erwähnt. Seine Burg fiel an seinen Sohn, Osbern FitzRichard, der Nesta, die Tochter des walisischen Königs Gruffydd ap Llywelyn heiratete. Osbern FitzRichard verstarb um 1137 und sein Enkel Osbern FitzHugh folgte ihm nach. Er war mit einer Schwester von Rosamund Clifford verheiratet und starb 1187. Richard’s Castle fiel dann an seinen kriegerischen Schwager Hugh de Say, der 1190 starb und Baronie und Burg seinem Sohn, ebenfalls einem Hugh de Say, hinterließ. So wechselte der Besitz der Burg zu einer anderen Familie als der Nachkommenschaft von Richard FitzScrob.
1196 kämpfte der letztgenannte Hugh de Say in einer Schlacht bei New Radnor in Powys, wo er vermutlich auch fiel. Seine Burgen erbte Robert de Mortimer aus Attleborough in Norfolk. 1264 war dessen Sohn Hugh Mortimer gezwungen, sich zu ergeben, und Richard’s Castle ging an Simon de Montfort, 6. Earl of Leicester, über. Hugh Mortimers Enkel, der letzte Hugh Mortimer von Richard’s Castle, wurde 1304 von seiner Gattin vergiftet.
Die Burg fiel dann an die Talbots, weil Richard Talbot mit Joan Mortimer verheiratet war. Am 3. Dezember 1329 ließ Joan, die Witwe von Richard Talbot, in den Patent Rolls (englisches Grundbuch von 1201 bis heute) vermerken, dass sie Richard’s Castle an den Kaplan John de Wotton und an William Balle aus Unterlith zu vermachen gedenke. Die Talbots lebten aber dort noch Ende des 14. Jahrhunderts. Im 16. Jahrhundert war die Burg bereits eine Ruine.